# La Foce e la spedizione dei Mille
OR FANNO CINQUANTA ANNI 
 IN UNA NOTTE DI STELLE 
 TREPIDA PER MILLE PALPITI 
 DI UMILI EROI 
 I BURCHIELLI DEI NOSTRI AVI ACCOGLIEVANO 
 SOLDATI GARIBALDINI 
 VOGANDO VERSO LE LEGGENDARIE NAVI 
 SACRE NEI SECOLI. 
 ----------- 
 5 MAGGIO 1910 
 LA SOCIETA DEI PESCATORI DELLA FOCE 
 MEMORE FIDENTE 
 NEI DESTINI D'ITALIA 
 POSE 
 ------------
Pur essendo universalmente noto che i mille si imbarcarono da Quarto, tuttavia, dopo la partenza del Piemonte e del Lombardo, il primo imbarco di un gruppo di volontari avvenne su scialuppe provenienti dal quartiere genovese di Foce, che si erano avvicinati al porto di Genova, secondo un piano prestabilito, che prevedeva come ultima fase l’imbarco a Quarto del grosso dei volontari.
Per questo fatto nel quartiere genovese di Foce è presente una targa sulla facciata della "Casa dei Pescatori" che ricorda l’evento del gruppo garibaldino che lì si imbarcò per raggiungere le navi appena partite dal porto di Genova, rivendicando Foce come luogo di prima partenza dei volontari garibaldini.
Il fatto è così documentato dallo storico emiliano Francesco Bertolini (1836-1909): «Allo spuntare dell’alba del 6 maggio, la legione garibaldina, composta di 1085 volontari, s'imbarcò su due piroscafi mercantili, parte alla Foce, e parte alla spiaggia di Quarto».
Lo storico veronese Osvaldo Perini afferma: «Il mattino del 5 una colonna di volontari sparpagliata in piccoli drappelli e senza ordine usciva da Porta Pila rivolgendo i passi al villaggio di Quarto a tre miglia circa da Genova, dove aspettare doveva che i vapori venissero a levarla. … Un'altra squadra doveva imbarcarsi alla Foce e prendendo il largo girare il molo e penetrare nell'interno del porto ove i vapori [il "Piemonte" e il "Lombardo", ndr], stavano attendendola. … Una terza colonna e la men numerosa composta dei capi della spedizione [cioè Nino Bixio e il patriota siciliano Salvatore Castiglia, che avrebbero preso il comando delle due navi, ndr] doveva penetrare dal lato della dogana nel porto e salir quindi a bordo dei vapori ancorati ed apparecchiarli a salpare. … Quasi al tempo medesimo la squadra partita dalla Foce, dopo avere con lungo circuito girato la spiaggia, a bordo essa pure giungeva. … Alle ore 2 del mattino la flottiglia usci chetamente dal porto e s’inoltrò in alto mare protetta dalle tenebre e dal generale silenzio. I due vapori si diressero lentamente verso la spiaggia di Quarto, ove la terza colonna [di cui faceva parte lo stato maggiore garibaldino, compreso lo stesso generale, ndr] stava da quattr'ore attendendoli.»
Secondo gli appunti scritti nel diario di Bixio, nella fase preparatoria ed iniziale della Spedizione si prevedeva la partenza da Foce del cosiddetto ”grosso”, composto di 800 volontari, mentre dalla Villa (riferimento a Villa Spinola a Quarto) si prevedeva la partenza del generale e di 100 volontari.. Lo storico genovese Federico Donaver, nel capitolo VI della sua opera “La Spedizione dei Mille”, riportando integralmente il suddetto diario di Nino Bixio sulla Spedizione, precisa che spesso si tratta di dati relativi alla preparazione e che vanno interpretati come appunti ad uso personale, "…. note messe giù alla buona, per propria memoria, senza pretese", non sempre comprensibili al lettore, ma che comunque rappresentano la documentazione di un protagonista della Spedizione.
Sempre secondo la narrazione dello storico genovese Federico Donaver: «... dalla Foce in su trovarono molte barcaccie nelle quali erano i volontari, il carbone, le provviste, delle armi e delle munizioni ...», affermazione che sembra contrastare con quella generalmente fornita dai testi storici, che il gruppo di barche presso Foce fosse di piccole dimensioni. Secondo la descrizione fornita da Giuseppe La Masa e Salvatore Castiglia, dopo che Garibaldi salì sul Piemonte, appena fuori dal porto: «I volontari della spedizione, il carbone, le provviste, le armi e le munizioni erano stati caricati su varie barcaccie, ed attendevano i vapori lungo la spiaggia dalla Foce a Quinto, con dei fanali accesi per segnali di riconoscimento.».
Dalle descrizioni di Donaver, La Masa e Castiglia si potrebbe dedurre che le barche non fossero concentrate in soli due punti della costa, Foce e Quarto, bensì dislocate anche in tratti lungo la costa dalla Foce a Quarto e, secondo La Masa e Castiglia, fino a Quinto al mare o Quinto, che trovasi nella parte orientale di Quarto. Anche Pietro Spangaro cita come il gruppo di Foce fosse numeroso: "... L'altra partita, e la più numerosa, era stata invitata a raccogliersi alle 9 di sera alla così detta Foce, a tre quarti d'ora da Genova, sulla spiaggia del mare;...". Secondo Carlo Agrati, che cita Bixio, la gran parte dei volontari, forse 800, si sarebbe raccolta alla foce del Besagno, nota come Foce e la flottiglia sarebbe stata composta di sei chiatte e numerose imbarcazioni minori.
Un'altra ricostruzione possibile è che una parte dei volontari imbarcati a Foce sui gozzi o burchielli, le capaci e tipiche imbarcazioni locali, si fosse poi diretta verso Quarto, come sostiene Guido Sylva, autore di un testo scritto cinquanta anni dopo,.